# Drapanokefála
Drapanokefála är ett berg i Grekland.   Det ligger i regionen Kreta, i den sydöstra delen av landet, 290 km söder om huvudstaden Aten. Toppen på Drapanokefála är 516 meter över havet, eller 366 meter över den omgivande terrängen. Bredden vid basen är 11,3 km.
Terrängen runt Drapanokefála är kuperad åt sydväst, men österut är den platt. Havet är nära Drapanokefála åt nordost.Runt Drapanokefála är det ganska glesbefolkat, med 42 invånare per kvadratkilometer. Närmaste större samhälle är Soúda, 15,6 km väster om Drapanokefála. 